# Fojnička rijeka
La Fojnička rijeka est une rivière de Bosnie-Herzégovine d'une longueur de 46 km. Elle est un affluent de la Bosna et donc un sous-affluent du Danube par la Save.